# Mangatarem
Mangatarem (Bayan ng Mangatarem) är en kommun i Filippinerna. Kommunen ligger på ön Luzon, och tillhör provinsen Pangasinan. Folkmängden uppgår till 60 943 invånare.

## Barangayer
Mangatarem är indelat i 82 barangayer.
| - Andangin - Arellano Street (Pob.) - Bantay - Bantocaling - Baracbac - Peania Pedania (Bedania) - Bogtong Bolo - Bogtong Bunao - Bogtong Centro - Bogtong Niog - Bogtong Silag - Buaya - Buenlag - Bueno - Bunagan - Bunlalacao - Burgos Street (Pob.) - Cabaluyan 1st - Cabaluyan 2nd - Cabarabuan - Cabaruan - Cabayaoasan - Cabayugan - Cacaoiten - Calumboyan Norte - Calumboyan Sur - Calvo (Pob.) - Casilagan | - Catarataraan - Caturay Norte - Caturay Sur - Caviernesan - Dorongan Ketaket - Dorongan Linmansangan - Dorongan Punta - Dorongan Sawat - Dorongan Valerio - General Luna (Pob.) - Historia - Lawak Langka - Linmansangan - Lopez (Pob.) - Mabini (Pob.) - Macarang - Malabobo - Malibong - Malunec(original) - Maravilla (Pob.) - Maravilla-Arellano Ext. (Pob.) - Muelang - Naguilayan East - Naguilayan West - Nancasalan - Cabison-Bulaney-Niog - Olegario-Caoile (Pob.) | - Olo Cacamposan - Olo Cafabrosan - Olo Cagarlitan - Osmeña (Pob.) - Pacalat - Pampano - Parian - Paul - Pogon-Aniat - Pogon-Lomboy (Pob.) - Ponglo-Baleg - Ponglo-Muelag - Quetegan (Pogon-Baleg) - Quezon (Pob.) - Salavante - Sapang - Sonson Ongkit - Suaco - Tagac - Takipan - Talogtog - Tococ Barikir - Torre 1st - Torre 2nd - Torres Bugallon (Pob.) - Umangan - Zamora (Pob.) |